# Прогресс М-36
Прогресс М-36 — транспортный грузовой космический корабль (ТГК) серии «Прогресс», запущен к орбитальной станции «Мир». Серийный номер 237. Во время стыковки в бортовом компьютере ТГК использовалась новая математическая версия сближения.

## Цель полёта
Доставка на орбитальную станцию (ОС) более 2500 килограммов различных грузов, в числе которых топливо, запас кислородной смеси, средства индивидуальной защиты, сменные узлы и блоки, научную аппаратуру, запасной комплект бортовой ЭВМ «Салют-5Б», дополнительное оборудование, инструменты и клей-герметик для ремонта модуля «Спектр», посылки для членов экипажа.
Доставка германского спутника «X-Mir Inspector» (другое название Inspector 1).
Доставка на станцию двух космических аппаратов «Спутник-40» (RS-17a и RS-17b).

## Хроника полёта
- 05.10.1997, в 18:08:57 (MSK), (15:08:57 UTC) — запуск с космодрома Байконур;
- 08.10.1997, в 20:07:09 (MSK), (17:07:09 UTC) — осуществлена стыковка с ОС «Мир» к стыковочному узлу на агрегатном отсеке служебного модуля «Квант». Процесс сближения и стыковки проводился в автоматическом режиме;
- 19.12.1997, в 09:01:53 (MSK), (06:01:53 UTC) — ТГК отстыковался от ОС «Мир» и отправился в автономный полёт.

## Перечень грузов
Суммарная масса всех доставляемых грузов: 2501,5 кг

## Научная работа
После расстыковки 17 декабря 1997 от ТГК был отделён космический аппарат «X-Mir Inspector». В 09:59 (MSK) началось выдвижение «X-Mir Inspector» из транспортно-пускового контейнера ТГК, в 10:35 (MSK), когда расстояние между станцией и ТГК составило несколько сотен метров, спутник был успешно отделён. Предполагалось с помощью спутника выполнить следующие задачи:
- сделать облёт ТГК «Прогресс-36» и провести его телевизионный осмотр, на дальности 50—100 м. По окончании этой части работы ТГК должен был выполнить манёвр увода от орбитальной станции Мир.
- спутник «X-Mir Inspector» должен был начать движение в сторону комплекса «Мир» с двумя манёврами 17 декабря и 4 манёврами 18 декабря. На 18 декабря планировалось от 3 до 10 «витков» вокруг орбитального комплекса на минимальном расстоянии 80—100 м. Вся программа экспериментов была рассчитана на 29 часов. Затем спутник должен был уйти на собственную орбиту, безопасную для орбитальной станции[3].

Выполнить первую поставленную задачу не удалось. Система ориентации германского космического аппарата дала сбой. В системе ориентации отказал звёздный датчик. Спутник выполнил вторую задачу — передачу снимков и данных на наземную станцию в Вайльхайме. Спутник работал в течение 9 месяцев.
Руководитель проекта с германской стороны Д. Вильде предположил, что неисправным был не спутник, а станция управления на орбитальном комплексе Мир. Он заявил, что спутник провёл съёмку ТГК «Прогресс-36».